# Scaphyglottis mesocopis
Scaphyglottis mesocopis är en orkidéart som först beskrevs av Endres och Heinrich Gustav Reichenbach, och fick sitt nu gällande namn av George Bentham, Joseph Dalton Hooker och William Botting Hemsley. Scaphyglottis mesocopis ingår i släktet Scaphyglottis och familjen orkidéer. Inga underarter finns listade i Catalogue of Life.

## Bildgalleri

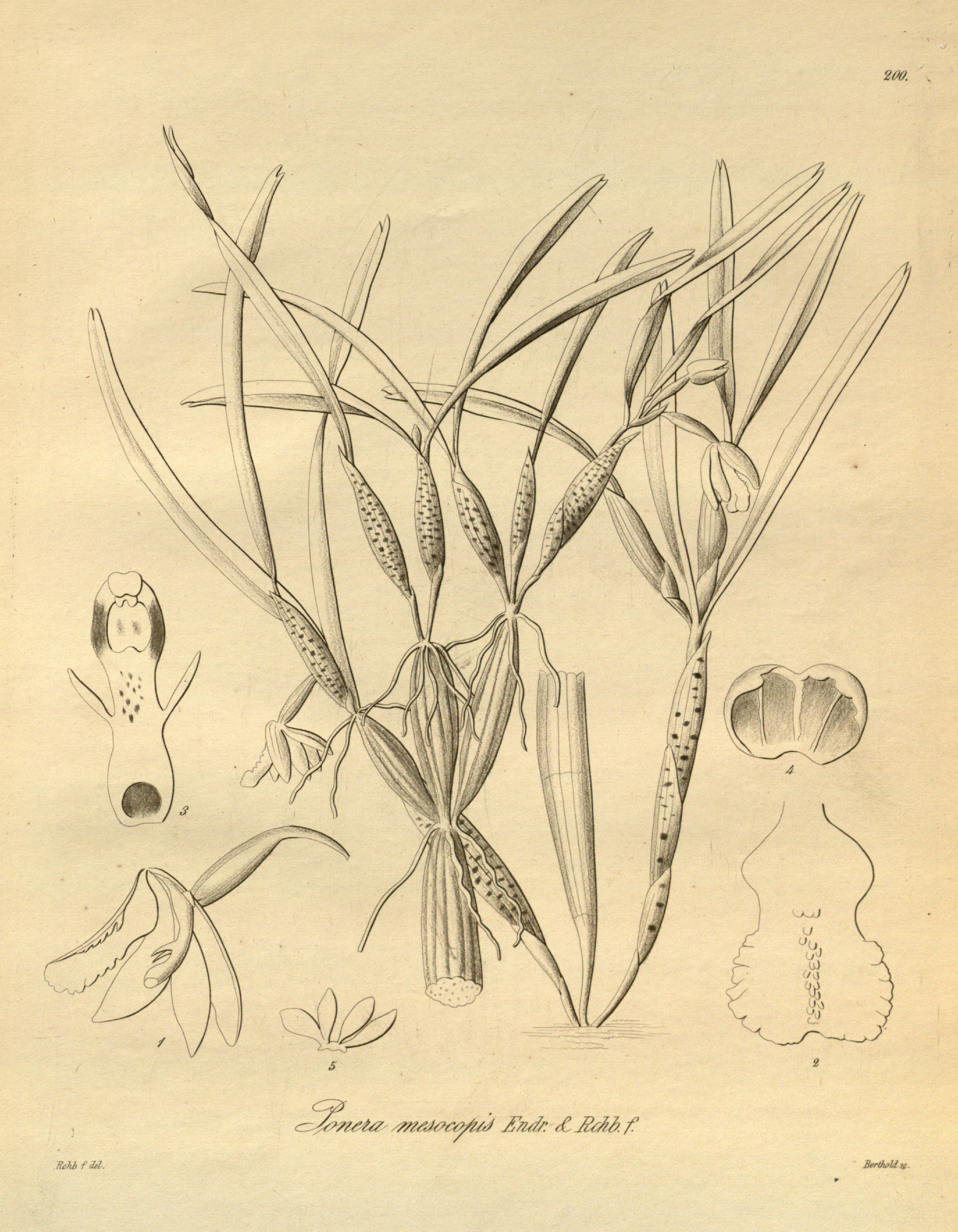